# 614
El 614 (DCXIV) fou un any comú començat en dimarts del calendari julià.

## Esdeveniments
Països Catalans
- Se celebra un concili episcopal a Ègara (Terrassa).[1]

Resta del món
- Guerra romano-sassànida del 602-628: els sassànides prenen Jerusalem i se n'emporten la Vera Creu.[2]